# Estádio Don León Kolbowski
O Estádio Don León Kolbowski é um estádio de futebol da cidade de Buenos Aires, Argentina, sede do Club Atlético Atlanta. Ele foi batizado desta forma em 18 de maio de 2000 em homenagem ao presidente sob o qual em sua administração a sua construção foi possível. O estádio foi inaugurado no dia 05 de junho de 1960, dia em que Atlanta enfrentou o Argentinos Juniors pelas oitava de final do Campeonato Argentino de Futebol de 1960, caindo em 1 a 3. O estádio está localizado na rua Humboldt 340, no bairro Villa Crespo, possuía capacidade de aproximadamente 34 mil espectadores distribuídos em tribunas de madeira.
Em 05 de fevereiro de 2005, à disposição do Governo da Cidade de Buenos Aires, as instalações do Estádio Don León Kolbowski foram fechadas devido às poucas condições de saúde e segurança que oferecia. Depois de ser parcialmente reaberto em 21 de janeiro de 2006, o estádio foi definitivamente fechado em 9 de fevereiro de 2006, sendo o último jogo jogado por Club Atlético Atlanta cinco dias antes, 2 a 2 contra o Club Atlético All Boys. No entanto, até o final do mesmo ano, o contrato foi assinado para a construção de duas bancas de cimento para substituir as antigas instalações de madeira, projetos que foram finalizados em 25 de março de 2009, com o aumento dos fechamentos judiciais e administrativos que pesaram no estádio e na aprovação da "Subsecretaria de Segurança em Espetáculos de Futebol".
Anteriormente, o Club Atlético Atlanta tinha exercido locais em diversos recintos esportivos, como "Floresta", "Parque Chacabuco" e "Carrasco 250". O primeiro estádio de propriedade do clube, localizado em Humboldt 470, foi inaugurado em 1922, de frente para o River Plate pela Associação Amadores de Futebol. A aquisição pelo clube, no meio da década de 1940, da terra adjacente ao estádio, até aquele momento pertencente ao arquirrival Chacarita Juniors, levou ao início das primeiras iniciativas para construir um novo prédio. No entanto, a falta de financiamento necessário para realizar o trabalho levou Club Atlético Atlanta a continuar jogando no antigo estádio até o final da década de 1950.
O aumento do controle de segurança nos estádios de futebol promovido pela AFA a partir de 1959, somado aos problemas de estrutura do estádio de Club Atlético Atlanta, que até implicou a suspensão deste em 1955, fez prevalecer a necessidade de construir um novo estádio para o clube. O último jogo disputado no antigo estádio aconteceu o 21 de junho de 1959 contra Ferrocarril Oeste.

## Sede social

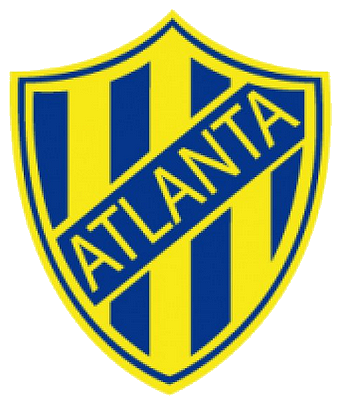
Distintivo do Club Atlético Atlanta.

A sede de Club Atlético Atlanta foi inaugurada em 25 de maio de 1942. Dois anos depois, a "Villa Crespo Land Company" comprou a terra que era do arquirrival Chacarita Juniors. Durante as décadas seguintes, juntamente com o aumento do número de membros do clube, foram inauguradas uma série de instalações esportivas, entre elas a piscina coberta em 1963 e os campos de tênis em 1964.
Após a falência da instituição em 25 de dezembro de 1991, pelo juiz Miguel Bargalló, Club Atlético Atlanta teve que fechar suas instalações e suspender suas atividades. A fim de lidar com a crise, foi formada uma comissão de apoio que, apesar de ter conseguido permitir que o clube continue a atividade de futebol, não poderia impedir a venda de sua sede em setembro de 1994.
Após várias tentativas de recuperar a sede, em 4 de dezembro de 2003, uma lei de expropriação foi aprovada pela "Assembléia Legislativa Porteña" para restaurar as terras do clube. Finalmente, em 28 de dezembro de 2006, Club Atlético Atlanta conseguiu recuperar sua sede que havia sido fechada desde 1991, um local de aproximadamente 18 mil metros quadrados localizado em Humboldt e Corrientes, no bairro de Villa Crespo. No decorrer de 2008, o empréstimo será assinado através do qual Club Atlético Atlanta poderá usar este imóvel por 10 anos, renovável indefinidamente.